# Vitalogy
Vitalogy – trzeci album studyjny zespołu Pearl Jam wydany w 1994 r. nakładem Epic Records. Premiera albumu na płycie gramofonowej miała miejsce 22 listopada 1994 r., a na płycie kompaktowej – 6 grudnia 1994 r. 
Płyta nagrywana była między innymi w studiach w Seattle, Atlancie i Nowym Orleanie. Producentem jest Brendan O’Brien, z którym zespół współpracował już przy albumie Vs.
Album Vitalogy wyróżnia się bardzo starannym i oryginalnym opracowaniem graficznym. Na okładce złotymi literami wytłoczony jest tytuł płyty, książeczka zaś stylizowana jest na starą księgę – zawiera reprodukcje z książki doktora E.H. Ruddicka pod tytułem Vitalogy, wydanej w latach 20. XX wieku, a mówiącej o zdrowiu i życiu człowieka, fragmenty tekstów piosenek, różne fotografie (między innymi kopię rentgena zębów Eddiego Veddera).
Album promowały trzy single: „Spin the Black Circle, „Not for You” i „Immortality”, których okładki stylizowane były na płyty gramofonowe, a każda z nich opatrzona była napisem „Viva La Vinyl”. Do żadnego utworu z Vitalogy nie zrealizowano teledysku.
Płyta Vitalogy odniosła duży sukces. Zrzeszenie amerykańskich wydawców muzyki RIAA 13 października 1995 r. przyznało temu albumowi certyfikat pięciokrotnej platyny (ponad 5 milionów sprzedanych egzemplarzy w USA).
W Polsce wydawnictwo uzyskało certyfikat złotej płyty.
W 2003 album został sklasyfikowany na 492., a w 2012 na 485. miejscu listy 500 albumów wszech czasów magazynu Rolling Stone.

## Lista utworów
Wszystkie teksty autorstwa Eddiego Veddera. Autorzy muzyki podani w nawiasach.
1. „Last Exit” (Pearl Jam) – 2:54
2. „Spin the Black Circle” (Pearl Jam) – 2:48
3. „Not for You” (Pearl Jam) – 5:52
4. „Tremor Christ” (Pearl Jam) – 4:12
5. „Nothingman” (Ament) – 4:35
6. „Whipping” (Pearl Jam) – 2:35
7. „Pry, To” (Pearl Jam) – 1:03
8. „Corduroy” (Pearl Jam) – 4:37
9. „Bugs” (Pearl Jam) – 2:45
10. „Satan’s Bed” (Gossard) – 3:31
11. „Better Man” (Vedder) – 4:28
12. „Aye Davanita” (Pearl Jam) – 2:58
13. „Immortality” (Pearl Jam) – 5:28
14. „Hey Foxymophandlemama, That’s Me” (Pearl Jam) – 7:44
  - Znana także pod tytułem „Stupid Mop”.

## Twórcy
| Pearl Jam - Dave Abbruzzese – perkusja - Jeff Ament – gitara basowa, śpiew - Stone Gossard – gitara, śpiew, melotron - Mike McCready – gitara, śpiew - Eddie Vedder – śpiew, gitara, akordeon | Inni muzycy - Jack Irons – perkusja w „Hey Foxymophandlemama, That's Me" |

## Opinie
Pippa Lang z brytyjskiej edycji magazynu „Metal Hammer”:

Vitalogy szaleje jak wzburzone morze. Wznosi się i opada w przypływie goryczy, urazy, a momentami czystego szaleństwa. Muzycznie Pearl Jam zaszedł znacznie dalej niż jego członkowie mogli sobie wyobrazić. We właściwy tylko sobie sposób potrafili wyrazić sprzeczne uczucia. Ta płyta jest równie eklektyczna i złowróżbna co White Album Beatlesów. Przy niej Ten to spacer po parku.